# 4e rocade d'Alger
La 4e rocade d'Alger ou autoroute du Titteri est une autoroute de 262 km, en construction en Algérie.

## Projet
La 4e Rocade d'Alger qui passe à près de 80 km au sud de la capitale algérienne (Berrouaghia) est une autoroute qui doit permettre la traversée du pays d'ouest en est sans passer par l'agglomération algéroise. Cette autoroute fait partie des principaux axes structurants du schéma directeur routier et autoroutier 2005/2025.
Elle doit faire la jonction avec l'Autoroute A3A3, au niveau de l'échangeur n°48 à Khemis Miliana et l'Autoroute A2A2, au niveau de l'échangeur n°27 à El Achir.
Deux études préliminaires comptant deux variantes ont été présentées en 2009 par les français Scetauroute et le groupement hispano-portugais Cobaeurostudios.
Le tracé définitif de 262 km, pour un profil en 2x3 voies comptant 15 échangeurs a été promulgué par décret en juin 2013.

## Travaux
Le marché d'un premier lot de 61 km entre Khemis Miliana et Berrouaghia attribué en gré à gré a été annoncé le 26 août 2014 en conseil des ministres.
Le coup d'envoi des travaux du lot 1 a été donné le 8 septembre 2014 à Djendel par le ministre des travaux publics Abdelkader Kadi.

## Mise en service
Un tronçon de 17 kilomètres, allant de Khemis-Miliana à Djendel, est mis en service le 16 février 2023.

## Sorties
- n°1 :  Échangeur entre 4e Rocade d'Alger et A3
- n°2 : Djendel

En travaux :
- n°3 : Hannacha
- n°4 :  Échangeur entre 4e Rocade d'Alger et A1